# بلال سونسس
بلال سونسس (به ترکی استانبولی: Bilal Sonses) (زادهٔ ۲۸ اکتبر ۱۹۹۳) ترانه‌سرا و خوانندهٔ پاپ اهل ترکیه است.
سونسس در فاتحِ استانبول به دنیا آمد. وی دانش‌آموختهٔ دبیرستان مدیریت هتلداری جهانگردی محمت احسان مرمره‌جی است. او پس از اتمام دورهٔ دبیرستان، تحصیلات خود را با یک برنامهٔ ۲ سالهٔ مدرک کاردانی در دانشگاه ۱۸ مارس چناق‌قلعه ادامه داد. از سال ۲۰۱۹، او تحصیلات کارشناسی خود را در دانشگاه دوزجه ادامه می‌دهد.
سونسس فعالیت کانال یوتیوب خود را از سال ۲۰۱۵ با اجرای کاور آهنگ‌های معروف آغاز کرد. خیلی زود در بین عموم محبوب شد و کانال در زمانی کوتاه به ۱ میلیون مشترک رسید. سونسس که آهنگهایش را خود نوشته و آهنگسازی می‌کند، با هنرمندان مختلفی فیت منتشر کرده و آهنگ‌ها و قطعات جدیدی را برای خواننده‌ها تهیه کرده‌است.

## ترانه‌شناسی

### تک‌آهنگ‌ها
- "İnat Keçi" (۲۰۱۹)
- "İçimden Gelmiyor" (همراه بنگو) (۲۰۱۹)
- "Sevme" (۲۰۱۹)
- "Sen Aldırma" (همراه رینمن) (۲۰۱۹)
- " Neyim Olacaktın? " (2019)
- "Cennetten Çiçek" (2019)
- "Sende Kaldı Yüreğim" (همراه دریا بداواجی) (۲۰۲۰)
- "Sonu gelmez" (همراه سدا تریپکولیج) (۲۰۲۰)
- "yara" (همراه زینت سالی) (۲۰۲۰)
- "Görmedim Sen Gibi" (۲۰۲۰)
- "Neferet" (۲۰۲۰)
- "Geç Değil" (همراه Rozz Kalliope) (۲۰۲۰)

## آهنگ‌هایی که توسط سونسس سروده و نوشته‌شده است
- مراد بز - " Can Kenarım "
- ابرو یاشار - " Kalmam "
- مصطفی ججلی - "bedel"

*فهرست بالا شامل آهنگهایی است که سونسس برای خواننده‌های دیگر نوشته‌است. او ترانه‌هایی را اجرا کرده‌است که توسط خودش نوشته و آهنگسازی شده اما در این فهرست ذکر نشده‌است.